# Kazbek Gekkiev
Kazbek Gekkiev (in russo Казбек Геккиев?; Nal'čik, 1984 – 5 dicembre 2012) è stato un giornalista russo, ucciso nella repubblica nord-caucasica della Cabardino-Balcaria. Gekkiev fu il settimo giornalista ucciso in dieci anni nel Caucaso settentrionale..
Gekkiev era un giornalista televisivo ed annunciatore del telegiornale. Dopo che una serie di suoi colleghi si erano licenziati per aver subito minacce, divenne il presentatore del programma televisivo Vesti sulla rete VGTRK "Kabardino-Balkaria", canale locale della televisione di stato.
Gekkiev morì a Nal'čik, capitale della Repubblica di Cabardino-Balcari, il 5 dicembre 2012. Due uomini gli spararono alla testa mentre rincasava con un amico. Aveva 28 anni.